# Clay Ives
Clay Ives (n. 5 septembrie 1972, Bancroft⁠(d), Ontario, Canada) este un sănier ce a reprezentat Statele Unite ale Americii, medaliat olimpic. A participat la 3 ediții ale Jocurilor Olimpice (1994, 1998, 2002) în care a câștigat o medalie de bronz.